# Trichomanes barnardianum
Trichomanes barnardianum là một loài dương xỉ trong họ Hymenophyllaceae. Loài này được F.M.Bailey mô tả khoa học đầu tiên năm 1890.
Danh pháp khoa học của loài này chưa được làm sáng tỏ. 